# Trường Đại học Sư phạm Kỹ thuật Vĩnh Long
Trường Đại học Sư phạm Kỹ thuật Vĩnh Long (tiếng Anh: Vinh Long University of Technology and Education) là một trong nhóm sáu trường Đại học Sư phạm kỹ thuật của cả nước – đào tạo kỹ thuật dạy nghề là trung tâm giảng dạy. Trường trực thuộc Bộ Giáo dục và Đào tạo và được giám sát về đào tạo bởi Bộ Giáo dục và Đào tạo.

## Lịch sử
Tiền thân là Trường Trung học Kỹ thuật Vĩnh Long, được thành lập vào ngày 1 tháng 2 năm 1960. Là một trong những trường kỹ thuật đầu tiên của khu vực Đồng bằng sông Cửu Long, cũng là một trong hai trường nổi bật tại khu vực Đông Nam Á lúc bấy giờ.
Sau thống nhất đất nước, Trường Trung học Kỹ thuật Vĩnh Long được chuyển về Tổng cục Đào tạo công nhân kỹ thuật thuộc Bộ Lao động quản lý. Ngày 31 tháng 5 năm 1976, Bộ trưởng Bộ Lao động ký Quyết định số 144/QĐ-LĐ thành lập Trường Giáo viên dạy nghề Cửu Long, trên cơ sở Trường Trung học Kỹ thuật Vĩnh Long.
Ngày 21 tháng 8 năm 1978, Tổng cục trưởng Tổng cục Dạy nghề ký Quyết định số 189/QĐ-DN về việc đổi tên Trường Giáo viên dạy nghề Cửu Long, trực thuộc Tổng cục Đào tạo công nhân kỹ thuật – Bộ Lao động quản lý thành Trường Sư phạm Kỹ thuật IV, trực thuộc Tổng cục dạy nghề (cơ quan trực thuộc Hội đồng Chính phủ).
Ngày 24 tháng 9 năm 1997, Thủ tướng Chính phủ ký Quyết định số 793/TTg nâng cấp Trường Sư phạm Kỹ thuật IV thành Trường Cao đẳng Sư phạm Kỹ thuật IV, trực thuộc Bộ Giáo dục và Đào tạo.  Trường được giao nhiệm vụ tổ chức đào tạo nguồn giáo viên dạy nghề có trình độ cao đẳng cho khu vực Đồng bằng Sông Cửu Long.
Ngày 3 tháng 7 năm 1998, Bộ trưởng Bộ Lao động – Thương binh và Xã hội ký quyết định số 650/1998/QĐ-LĐTBXH đổi tên Trường Cao đẳng Sư phạm Kỹ thuật IV, trực thuộc Bộ Giáo dục và Đào tạo thành Trường Cao đẳng Sư phạm Kỹ thuật Vĩnh Long, do Tổng cục Dạy nghề – Bộ Lao động – Thương binh và Xã hội quản lý trực tiếp. Đến ngày 30 tháng 12 năm 2011 trường chuyển từ Tổng cục Dạy nghề về Bộ Lao động – Thương binh và Xã hội quản lý Nhà nước theo quyết định số 1757/QĐ-LĐTBXH.
Ngày 11 tháng 11 năm 2013, Thủ tướng Chính phủ ký quyết định số 2152/QĐ-TTg thành lập Trường Đại học Sư phạm Kỹ thuật Vĩnh Long trên cơ sở nâng cấp từ Trường Cao đẳng Sư phạm Kỹ thuật Vĩnh Long.

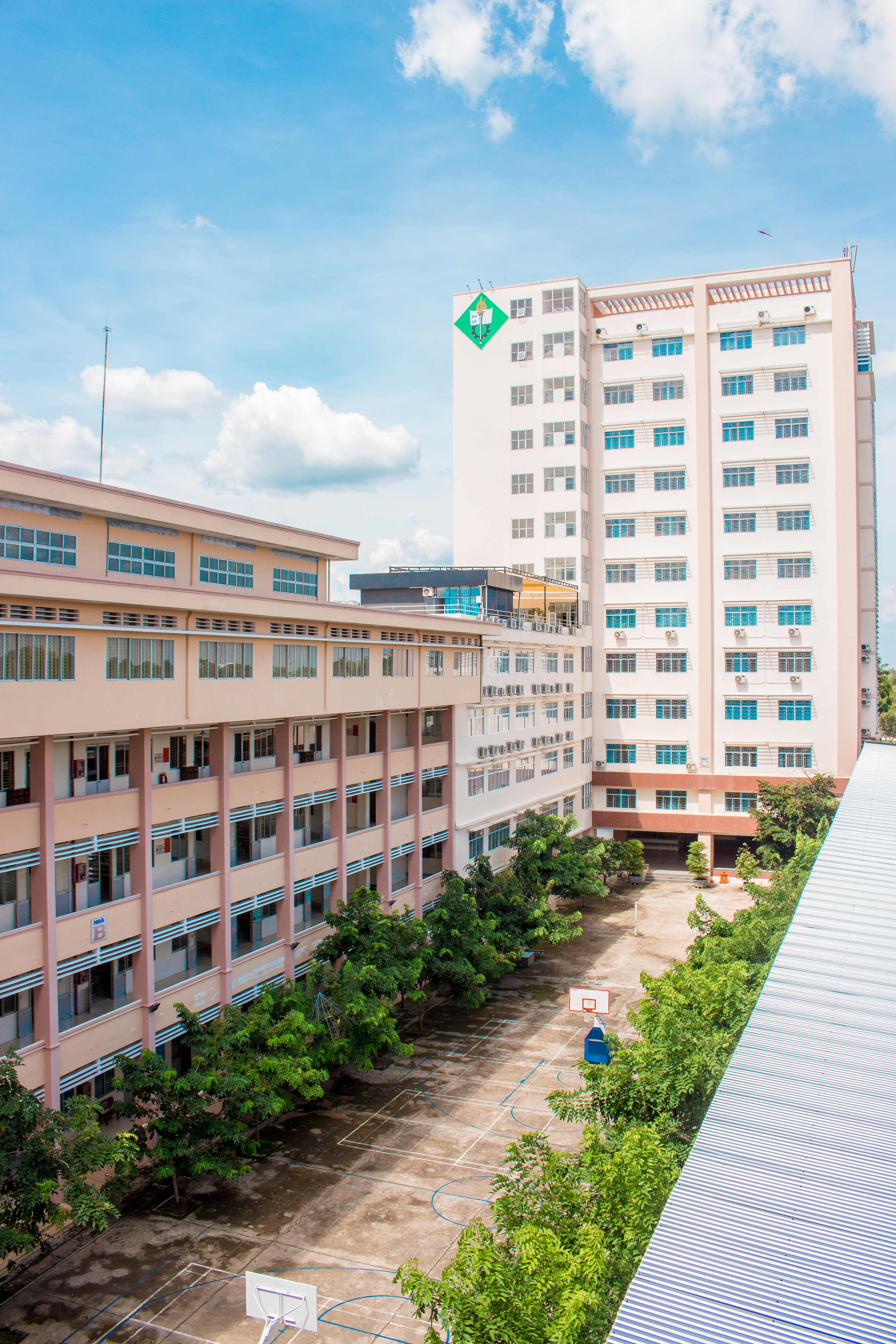
Toàn cảnh sân Trường Đại học Sư phạm Kỹ thuật Vĩnh Long

## Lãnh đạo trường qua các thời kỳ
Danh sách Hiệu trưởng
| Hiệu trưởng                                                                        | Thời gian   |
| ---------------------------------------------------------------------------------- | ----------- |
| Lý Kim Chân                                                                        | 1960 – 1964 |
| Phạm Thanh Bạch                                                                    | 1964 – 1969 |
| Bùi Duy Trầm                                                                       | 1969 – 1975 |
| Nguyễn Đức Hải                                                                     | 1976 – 1985 |
| Nguyễn Đỉnh Toản                                                                   | 1985 – 1997 |
| Trần Hoàng Nam                                                                     | 1997 – 2012 |
| Cao Hùng Phi                                                                       | 2012 – 2024 |
| Nguyễn Thanh Tùng                                                                  | 2024 - nay  |
| Nguồn: Truyền thông – Thông tin Thư viện Trường Đại học Sư phạm Kỹ thuật Vĩnh Long |             |

Danh sách Phó Hiệu trưởng
| Phó Hiệu trưởng                                                                    | Thời gian   |
| ---------------------------------------------------------------------------------- | ----------- |
| Lê Thanh Trầm                                                                      | 1976 – 1982 |
| Huỳnh Tất Thành                                                                    | 1981 – 1993 |
| Lâm Chí Tân                                                                        | 1982 – 1990 |
| Phạm Lễ Chính                                                                      | 1990 – 2007 |
| Phạm Văn Phẩm                                                                      | 2001 – 2014 |
| Lê Văn Tình                                                                        | 2007 – 2013 |
| Cao Hùng Phi                                                                       | 2007 – 2012 |
| Nguyễn Thanh Tùng                                                                  | 2013 – 2020 |
| Lê Hồng Kỳ                                                                         | 2017 – 2024 |
| Nguyễn Minh Sang                                                                   | 2020 – 2024 |
| Nguồn: Truyền thông – Thông tin Thư viện Trường Đại học Sư phạm Kỹ thuật Vĩnh Long |             |

## Tổ chức

### Phòng ban

#### Phòng Đào tạo
Là đơn vị được thành lập đầu tiên của Trường Trung học Kỹ thuật Vĩnh Long trước đây với tên gọi ban đầu là Phòng Giáo vụ và sau đó đổi tên thành Phòng Đào tạo từ tháng 10 năm 1988 cho đến hiện tại.

#### Phòng Tổ chức – Hành chính
Phòng Tổ chức – Hành chính được thành lập vào tháng 6 năm 1976.

#### Phòng Kế hoạch – Tài chính
Cũng là đơn vị được thành lập từ những năm đầu tiên phát triển của Trường, thực hiện nhiệm vụ tham mưu cho Hiệu trưởng trong công tác xây dựng và lập kế hoạch tài chính, quản lý tài chính, tài sản.

#### Phòng Quản lý khoa học và Hợp tác Quốc tế
Phòng Quản lý Khoa học và Hợp tác Quốc tế, tiền thân là Phòng Quản lý Khoa học và Thực tập Sản xuất, đã trải qua nhiều lần tách, nhập và đổi tên để phù hợp với từng giai đoạn phát triển của trường. Ngày 21 tháng 12 năm 2013, cùng với sự thành lập của trường Đại học Sư phạm Kỹ thuật Vĩnh Long, phòng được đổi tên thành Phòng Quản lý Khoa học và Hợp tác Quốc tế như hiện nay. Phòng có nhiệm vụ tổ chức và quản lý các hoạt động nghiên cứu khoa học, chuyển giao công nghệ và hợp tác quốc tế của trường.

#### Phòng Khảo thí và Đảm bảo chất lượng giáo dục
Phòng được thành lập năm 2013 khi Trường Cao đẳng Sư phạm Kỹ thuật Vĩnh Long được nâng cấp lên Trường Đại học.

#### Phòng Công tác Sinh viên
Phòng Công tác Học sinh – Sinh viên được thành lập ngày 30 tháng 11 năm 2013, sau đó đến ngày 3 tháng 1 năm 2019 được đổi tên thành Phòng Công tác Sinh viên cho đến nay.

#### Phòng Quản trị – Thiết bị
Phòng Quản trị – Thiết bị được thành lập ngày 21 tháng 12 năm 2013, tiền thân là Phòng Quản lý khoa học – Thực tập sản xuất; Ban Sản xuất – Dịch vụ.

### Khoa Chuyên môn
1. Khoa Khoa học Cơ bản
2. Khoa Lý luận chính trị
3. Khoa Kỹ thuật công nghệ ô tô
4. Khoa Kỹ thuật công nghệ Cơ khí
5. Khoa Kỹ thuật công nghệ Điện – Điện tử
6. Khoa Công nghệ thông tin
7. Khoa Khoa học sinh học ứng dụng
8. Khoa Sư phạm kỹ thuật và Xã hội nhân văn
9. Khoa Kinh tế – Luật

### Trung tâm
1. Trung tâm Giáo dục thể chất và Giáo dục quốc phòng
2. Trung tâm Thực hành
3. Trung tâm Tin học

## Ngành đào tạo
Trường Đại học Sư phạm Kỹ thuật Vĩnh Long cung cấp các chương trình đào tạo ở ba bậc học: Đại học, Thạc sĩ và Tiến sĩ. Hiện nay, trường có 30 ngành đào tạo Đại học, 7 ngành đào tạo Thạc sĩ và 2 ngành đào tạo Tiến sĩ. Các ngành học của trường được liệt kê cụ thể như sau:
Đào tạo Tiến sĩ
1. Kỹ thuật Cơ khí
2. Kỹ thuật điện

Đào tạo Thạc sĩ
1. Kỹ thuật Cơ khí
2. Công nghệ thông tin
3. Kỹ thuật điện
4. Công nghệ thực phẩm
5. Thú y
6. Du Lịch
7. Công tác xã hội

Đào tạo Đại học
1. Kinh tế
2. Truyền thông đa phương tiện
3. Kinh doanh quốc tế
4. Thương mại điện tử
5. Công nghệ kỹ thuật cơ điện tử
6. Công nghệ kỹ thuật điều khiển và Tự động hóa
7. Công nghệ chế tạo máy
8. Công nghệ kỹ thuật cơ khí
9. Công nghệ kỹ thuật điện, điện tử
10. Công nghệ thông tin
11. Khoa học máy tính
12. Logistics và Quản lý chuỗi cung ứng
13. Công nghệ kỹ thuật ô tô
14. Kỹ thuật cơ khí động lực
15. Kỹ thuật ô tô điện
16. Công nghệ kỹ thuật nhiệt
17. Công nghệ kỹ thuật công trình xây dựng
18. Thiết kế vi mạch
19. Robot và trí tuệ nhân tạo
20. Công nghệ và đổi mới sáng tạo
21. Công nghệ thực phẩm
22. Thú y
23. Công nghệ sinh học
24. Kỹ thuật hóa học
25. Giáo dục học
26. Công tác xã hội
27. Du lịch
28. Quản trị dịch vụ du lịch và lữ hành
29. Luật
30. Sư phạm công nghệ

## Chất lượng đào tạo

### Đội ngũ giảng viên
Tính đến năm 2023, nhà trường có 7 Phó Giáo sư, 50 tiến sĩ và 300 thạc sĩ. Nhiều trong số đó đã theo học tại các trường đại học uy tín ở trong nước và quốc tế. Trường cũng đã đạt được các chứng nhận về chất lượng giáo dục đại học, bao gồm 2 chương trình đào tạo thạc sĩ và 12 chương trình đào tạo đại học theo các tiêu chuẩn được công nhận rộng rãi.

## Quan hệ đối ngoại
Trường Đại học Sư phạm Kỹ thuật Vĩnh Long duy trì mối quan hệ hợp tác chặt chẽ với nhiều trường đại học và tổ chức quốc tế uy tín, bao gồm:
- Đại học Tongmyong (Hàn Quốc), một trường đại học tư thục hàng đầu về kỹ thuật, kinh doanh và du lịch.[6]
- Đại học Koreatech (Hàn Quốc), một trường đại học công lập chuyên về kỹ thuật và công nghệ, được thành lập bởi chính phủ Hàn Quốc và Tổ chức Hợp tác và Phát triển Kinh tế.
- Đại học Aix-Marseille (Pháp), một trong những trường đại học lớn nhất và lâu đời nhất ở Pháp, có nhiều ngành học đa dạng và nổi tiếng về nghiên cứu khoa học.[7]
- Đại học Công lập Thành phố Sanjo (Nhật Bản), một trường đại học công lập tọa lạc ở tỉnh Niigata, có các ngành học về kỹ thuật, nông nghiệp, kinh tế và giáo dục.[8]
- Cao đẳng Seneca (Canada), một trong những trường cao đẳng lớn nhất ở Canada, cung cấp nhiều chương trình đào tạo nghề, đại học và sau đại học.[9]
- Tổ chức Skills International (New Zealand), một tổ chức phi lợi nhuận chuyên về đào tạo kỹ năng nghề và cấp chứng chỉ quốc tế cho các ngành nghề.[10]

## Thành tích
Năm 2017, Nguyễn Hoàng Anh, một sinh viên của Trường Đại học Sư phạm Kỹ thuật Vĩnh Long, đã đại diện cho Việt Nam tham dự cuộc thi kỹ năng WorldSkills tại Abu Dhabi, Các Tiểu vương quốc Ả Rập Thống nhất.
Năm 2018, Nguyễn Tấn Toàn, cũng là sinh viên của Trường Đại học Sư phạm Kỹ thuật Vĩnh Long, Khoa Công nghệ thông tin, đã tham gia cuộc thi tay nghề Asean. Trong phần thi nghề lắp cáp mạng thông tin, anh đã xuất sắc giành được huy chương vàng.
Năm 2019, Nguyễn Tấn Toàn một lần nữa đã đại diện cho Việt Nam tham gia cuộc thi kỹ năng WorldSkills, lần này tại Kazan, Nga.
Năm 2021 và 2022, nhà trường đạt Huân chương Lao động hạng nhì.